# Josei
Josei (女性漫画, josei manga, lit. "histórias em quadrinhos femininos", pronunciado [dʑoseː]), também conhecido como ladies' comics (レディースコミック) e por sua abreviação redikomi (レディコミ, "lady-comi"), é uma categoria editorial de quadrinhos japoneses que surgiu na década de 1980. Em um sentido estrito, josei refere-se a mangás voltados para um público de mulheres adultas, em contraste ao shōjo, o qual é direcionado a meninas e jovens mulheres adultas. Na prática, a distinção entre shōjo e josei é muitas vezes tênue; embora tenham se originado como categorias divergentes, muitas obras de mangá apresentam características narrativas e estilísticas associadas a ambos os estilos. Essa distinção é ainda mais complexa devido a uma terceira categoria editorial de mangá, young ladies (ヤングレディース), que surgiu no final da década de 1980 como uma categoria intermediária entre shōjo e josei.

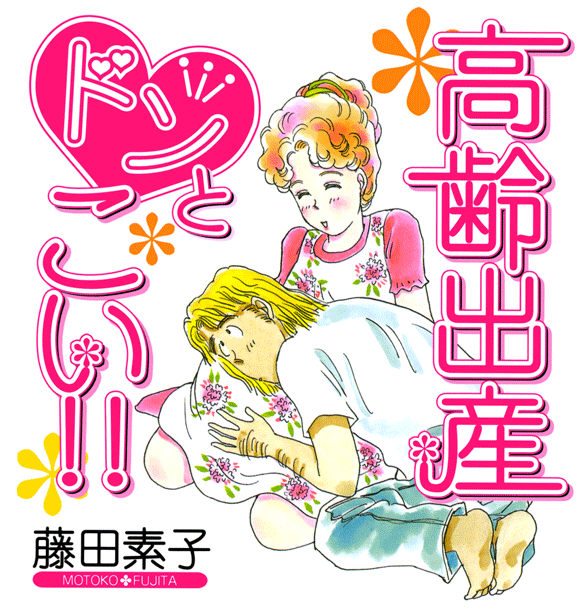
Ilustração de capa do mangá josei Kōrei Shussan Don to Koi!!, de Motoko Fujita, uma autobiografia que narra a gravidez da autora aos 43 anos

Os mangás josei são tradicionalmente publicados em revistas de mangá dedicadas, que frequentemente se especializam em um subgênero específico, tipicamente drama, romance ou pornografia. Enquanto os dramas josei são, geralmente, histórias realistas sobre a vida de mulheres comuns, os mangás românticos josei tendem a ser melodramas influenciados por soap operas, e os mangás pornográficos josei compartilham muitas características com os mangás pornográficos voltado ao público masculino heterossexual.
O surgimento do mangá voltado para mulheres adultas como uma categoria na década de 1980 foi precedido pelo crescimento do gekigá nas décadas de 1950 e 1960 — que buscava usar o mangá para contar histórias sérias e fundamentadas para um público adulto — e pelo desenvolvimento de mangás shōjo mais complexos narrativamente por artistas associados ao Grupo do Ano 24 na década de 1970. A categoria passou a ser estigmatizada no final da década de 1980 ao se associar com mangás pornográficos, mas conquistou maior legitimidade artística na década de 1990 ao se voltar para histórias centradas em questões sociais. Os mangás josei passaram a ser adaptado regularmente para anime a partir dos anos 2000.

## Terminologia
Existem diversos termos para descrever mangás voltados para o público feminino adulto:
Ladies' comics (レディースコミック, redīsu comikku)
O primeiro termo usado para descrever essa categoria de mangá. É uma construção wasei-eigo onde "ladies" (damas) é entendido como um sinônimo para "mulher", indicando, portanto, o foco no público adulto. O termo desenvolveu uma conotação negativa na década de 1990, associado a mangás pornográficos de baixa qualidade, embora essa conotação tenha diminuído na década de 2000. Uma abreviação de ladies' comics é redikomi (レディコミ, "lady-comi"), e, no Japão, esta abreviatura é o termo mais comumente usado para esta categoria de mangá.
Young ladies (ヤングレディース, yangu redīsu)
Um termo wasei-eigo denotando uma categoria intermediária entre mangás para mulheres adultas e mangá shōjo.
Mangá josei (女性漫画, josei manga)
Um termo originado por críticos e acadêmicos no final da década de 1990 para distinguir todos os mangás direcionados para mulheres adultas do mangá shōjo. Apesar de não ser usualmente usado pela audiência japonesa em geral, é o termo mais usado pela audiência ocidental para descrever essa categoria de mangá.

## História
Embora o mangá voltado para o público feminino tenha uma longa história que se expressa no desenvolvimento do mangá shōjo, durante grande parte de sua história o mangá shōjo foi voltado exclusivamente para o público infantil e jovem. Essa situação começou a mudar no final da década de 1950 com o surgimento do conceito de gekigá, que buscava usar mangás para contar histórias sérias e realistas, destinadas ao público adulto. No final da década de 1960, o gekigá era um movimento artístico dominante e, em 1968, a revista feminina Josei Seven publicou o primeiro mangá gekigá voltado para o público feminino: Mashūko Banka (摩周湖晩夏) de Miyako Maki. Maki foi uma artista de mangá shōjo que estreou no final da década de 1950 e mudou para gekigá conforme seu público original envelhecia até a idade adulta. Duas revistas dedicadas ao gekigá feminino foram fundadas logo depois: Funny (ファニー, Fanī) pela Mushi Production em 1969, e Papillon (パピヨン, Papiyon) pela Futabasha em 1972, embora nenhuma tenha tido sucesso comercial e ambas tenham fechado após várias edições.
Apesar do fracasso comercial do gekiga feminino, a década de 1970 viu o desenvolvimento significativo do mangá shōjo por meio dos esforços dos artistas do Grupo do Ano 24. O Grupo do Ano 24 contribuiu significativamente para o desenvolvimento do mangá shōjo ao criar histórias de mangá que eram psicologicamente mais complexas e que tratavam diretamente de tópicos de política e sexualidade. Jun'ya Yamamoto, que como editor da Shōjo Comic publicou vários trabalhos do Grupo do Ano 24, tornou-se o editor fundador da revista Petit Flower em 1980, que tinha como alvo um público adolescente mais velho e publicava trabalhos voltados para adultos dos membros do Grupo do Ano 24, Moto Hagio e Keiko Takemiya. Consequentemente, o público leitor do mangá shōjo expandiu-se de seu público histórico de crianças para incorporar adolescentes e mulheres jovens adultas. Os editores procuraram explorar esse novo mercado de leitores maduros de shōjo criando revistas dedicadas, que passaram a ser descritas usando o nome de gênero "ladies' comics" (histórias em quadrinhos para damas). Revistas notáveis incluem Be Love da Kodansha e You da Shueisha em 1980, e Big Comic for Lady pela Shogakukan em 1981; todas as três revistas compartilhavam as características comuns de terem se originado como edições especiais de revistas de mangá shōjo que foram transformadas em publicações regulares e um foco editorial em histórias de romance que enfatizavam o sexo.
As representações abertas de atos sexuais tornaram-se uma característica definidora dos quadrinhos femininos, em contraste com as restrições editoriais ainda impostas às representações sexuais nos mangás shōjo. A artista de mangá Milk Morizono, conhecida por suas histórias "porno chic", emergiu como uma das autoras de quadrinhos femininos mais populares da década de 1980. As revistas de histórias em quadrinhos femininas proliferaram rapidamente na segunda metade da década, de oito revistas em 1984, para 19 em 1985 e para 48 em 1991. Na década de 1990, as grandes revistas de quadrinhos femininas publicadas comercialmente entraram em declínio como resultado da década perdida e da crise econômica correspondente, levando à proliferação de revistas menores focadas em conteúdo erótico e pornográfico. Consequentemente, as histórias em quadrinhos femininas desenvolveram a reputação de serem "pornografia feminina".
Contemporaneamente, surgiram novas revistas de mangá destinadas a mulheres adultas na faixa dos vinte e poucos anos: Young You em 1987, Young Rose em 1990 e Feel Young em 1991. Os mangás publicados nessas revistas passaram a ser chamados de mangás "young ladies" (jovens damas), originários da palavra "young" que aparece no título de todas as três revistas, sendo posicionadas no mercado de mangás como uma categoria intermediária entre shōjo e ladies' comics. Os mangás young ladies ganharam popularidade à medida que artistas shōjo que desejavam criar mangás para um público mais velho, evitando o estigma associado aos mangás ladies' comics, migraram para a categoria. Teens' love também surgiu como um subgênero de mangá comercializado para mulheres, que utilizava a estrutura narrativa focada no sexo dos mangás ladies' comics, mas com protagonistas adolescentes em vez de adultas. As revistas de ladies' comics responderam a essa nova competição concentrando-se em mangás que abordassem questões sociais. A estratégia foi bem-sucedida e, no final da década de 1990, ganhou maior legitimidade como gênero literário e atraiu um público mais geral, com vários títulos de histórias em quadrinhos femininas adaptados como filmes e séries de televisão. O termo mangá josei também surgiu durante este período, usado principalmente por acadêmicos para distinguir mangás voltados para mulheres adultas de mangás shōjo.
Josei como categoria é geralmente menos popular do que mangá shōjo, seinen e shōnen. Em 2010, You foi a revista de mangá josei mais vendida, com uma circulação relatada de 162 917; em comparação, a revista shōjo mais vendida naquele ano (Ciao) teve uma circulação relatada de 745 455, enquanto as revistas seinen e shōnen mais vendidas (Weekly Young Jump e Weekly Shōnen Jump) relataram circulações de 768 980 e 2,8 milhões, respectivamente. Os animes tem sido um fator de influência significativo na atração de um público mainstream para o mangá josei desde os anos 2000, com as séries josei Paradise Kiss (1999), Bunny Drop (2005), Chihayafuru (2007), Princess Jellyfish (2008) e Eden of the East (2009), todas originadas como animes populares ou desfrutando de grande sucesso após serem adaptadas para anime.